# سعد جاويش
سعد سعد رزق جاويش، محدِّث ومُسنِد ومحقق وأستاذٌ للحديث وعلومه بجامعة الأزهر الشريف، وشيخ من شيوخ العمود في الحديث الشريف وعلومه بالجامع الأزهر ينتهى نسبه إلى الإمام الحسين بن على رضى الله عنهما .

## ولادته
ولد الدكتور سعد سعد رزق جاويش 3 من ربيع الآخر سنة 1360هجريًا الموافق 29 إبريل سنة 1941 ميلاديًا، في قرية رزق جاويش التابعة لمركز سيدي سالم بمحافظة كفر الشيخ لأسرة علمية إذ كان أبوه شيخًا لقريته.

## طلبه للعلم
كان أبوه إماماً لمسجد القرية وكان حافظاً لكتاب الله وقد عمل على أن يحث ابنه سعداً على حفظ القرآن الكريم فحفظه كاملاً في سن مبكره.
بعد أن أتم حفظ القرآن التحق بمعهد دسوق الديني الأزهري – سنة 1954م، وحصل على الثانوية الأزهرية بالنظام القديم من معهد دسوق الدينى على 1963م، ثم حصل على شهادة العالِميَّة من كلية أصول الدين جامعة الأزهر الشريف  في قسم التفسيروعلوم الحديث بتقدير عام جيد جداً عام 1968م، ثم حصل على درجة الماجستير عام 1970م عن موضوع  "موقف السنة من التبرج"، وقد حصل على درجة الدكتوراة عام 1976م مع مرتبة الشرف الأولى والتوصية بطبع الرسالة على نفقة الجامعة وتداولها بين الجامعات وكان موضوعها "رفع الحرج عن الأمة في ضوء الكتاب والسنة"
ونال درجة الأستاذية في علم الحديث عن بحثيه "سنن الزكاة" و"نزغ الشيطان"

## شيوخه
- والده الشيخ سعد رزق جاويش
- الشيخ محمد ياسين الفاداني
- شيخ الإسلام الإمام الأكبر عبدالحليم محمود
- الشيخ الدكتور محمد أمين التازي
- الشيخ الدكتور محمد السيد ندا
- الشيخ المحدث محمد الحافظ التيجاني
- السيد عبد الله بن الصديق الغماري
- السيد محمد بن علوي المالكي
- الشيخ الدكتور محمد عبدالحكيم بن شرف القادري
- شيخ الإسلام بالهند الشيخ الدكتور محمد طاهر القادري
- الحبيب عباس بن محمد السقاف
- الشيخ الدكتور الشرباصي الحسنين
- الشيخ الدكتور محمد علي السماحي
- الشيخ الدكتور محمد أبوالعيون
- الدكتور عبدالوهاب عبداللطيف
- الشيخ المربي محمد زكي الدين إبراهيم
- الشيخ المربي نجم الدين محمد أمين الكردي
- الشيخ المربي محمد خليل الخطيب النيدي
- الشيخ الدكتور مصطفى أبو سليمان الندوي
- الشيخ الدكتور أحمد نور سيف
- الشيخ الدكتور رفعت فوزي عبد المطلب
- الشيخ الدكتور أحمد معبد عبد الكريم

## مؤلفاته وجهوده العلمية
المؤلفات
1. رفع الحرج عن الأمة في ضوء الكتاب والسنة،
2. وكتاب موقف السنة من التبرج،
3. وكتاب السنة مسؤلية الأمة شبهات وردود،
4. وكتاب آداب الدعاء،
5. وكتاب آداب العلم،
6. السنن الذكية(٨أجزاء)
7. نزغ الشيطان
8. السنة المشرفة وعلوم الحديث
9. قضايا حديثية
10. على طريق الهجرة
11. ألقاب أهل الله
12. جبر الخاطر
13. البكَّاؤن
14. ناشئة الليل
15. ضوء القمر
16. شواهد الإيمان (جزآن)
17. المسحة المحمدية
18. تذكير المحبين بأسانيدى إلى سنة خاتم النبيين صلى الله عليه وسلم
19. منبر التحرير
20. كشف الهوى
21. السنة النبوية شبهات وردود (وهذا غير "السنة مسؤولية الأمة شبهات وردود" وهو من آخر ما كتب الشيخ )

ومن الكتب التي قرأها وشرحها في الجامع الأزهر وغيره
- صحيح البخاري
- صحيح مسلم
- موطأ الإمام مالك
- جامع الترمذي
- سنن أبي داوود
- سنن النسائي
- سنن ابن ماجة
- فتح الباري شرح صحيح البخاري للإمام ابن حجر العسقلاني
- عمدة القاري شرح صحيح البخاري للإمام بدر الدين العيني
- بهجة النفوس لأبي جمرة
- صحيح مسلم بشرح الإمام النووي
- الأربعون النووية للإمام يحيى بن شرف النووي
- الأوائل السنبلية
- أوجز السِّيَر لابن فارس
- الأربعون العجلونية
- الأربعون التُساعية لابن دقيق العيد
- فضل الصلاة على النبي صلى الله عليه وسلم لابن فارس
- الأحاديث المعللةلابن المديني البصري
- أحاديث إذاعية مسجلة في إذاعة القرآن الكريم بالقاهرة

## الوظائف والمناصب
- عمل واعظاَ عاماَ فور تخرجه 1968م بالقاهرة في وعظ الأزهر.
- ثم عين معيداً بكلية أصول الدين بالقاهرة سنة 1970م.
- ثم بات مدرساً  بقسم الحديث وعلومه سنة 1976م.
- حصل على درجة أستاذ مساعد عام 1981م.
- ثم على درجة أستاذ سنة 1986م .
- وقد عمل مدرساً بكلية الشريعة بجامعة أم القرى  بمكة المكرمة في قسم الشريعة من عام ١٩٧٩م إلى ١٩٨٤م يساوي 1400هـ إلى 1404هـ .
- كان له كرسي إسبوعي بالمسجد الحرام بمكة المكرمة خلال هذه المدة، وبعدها عاد للعمل أستاذاً بكلية أصول الدين بالقاهرة.
- عمل أستاذاً في كلية التربية للبنات بالرياض من سنة 1409هـ وحتى سنة 1414هـ، وفي خلال هذه المدة كان عضواً بلجنة تطوير المناهج بالرئاسة العامه لتعليم البنات بالمملكة العربية السعودية، وشارك في عدة مؤلفات في التفسير والحديث والفقه والقراءات وعلوم الحديث وذلك لمدارس تحفيظ القرآن الكريم الثانوية التابعة للرئاسة العامة لتعليم البنات بالمملكة العربية السعودية.
- ناقش وأشرف خلال هذه الفترة على العديد من رسائل الدكتوراه والماجستير ونوقشت بالكلية وانتدب لمناقشة رسائل بجامعة أم القرى ومعة الإمام. * رشح أيضاً أستاذاً زائراً لكلية البنات بـة الملك عبدالعزيز بجدهسنة 2001 الموافق لـ 1421هـ. * كان عضوًا باللجنة العلمية الدائمة لترقية الأساتذة بجامعة الأزهر الشريف
- عمل مدرسًا للحديث الشريف بالجامع الأزهر الشريف.[2]
- كان ضيفًا على إذاعة القرآن الكريم في العديد من برامجها المتعلقة بالسنة النبوية
- درس في ساحات التعليم الشرعي الحر كالعشيرة المحمدية ومضيفة الشيخ إسماعيل صادق العدوي وأكاديمية أهل الصفة وغير ذلك

## زهده عن المناصب
- رشحه شيخ الأزهر الأسبق الشيخ محمد سيد طنطاوى لعمادة كلية أصول الدين بالقاهرة فرفضها وقدم استقالته اعتراضاً فألغى الشيخ الفكرة فعاد إلى عمله أستاذاً للحديث وعلومه بالكلية.
- رفض دخول هيئة كبار العلماء بالأزهر الشريف.

## أنشطته وأثره
كان عالماً عاملاً مربياً لا يكل ولا يتعب في نشر العلم والحديث النبوي الشريف خاصة إذ كانت له أنشطته العلمية في العديد من المساجد والقاعات العلمية داخل القاهرة وخارجها كما كان يخطب الجمعة اسبوعيا في غير مسجد حتى قبل وفاته بيومين.
وكان له كرسيه في الجامع الأزهر والذي كان يشرح فيه "الأربعين النووية" لطلابه. حتى في منزله كان له مجلس اسبوعي لشرح كتب الأحاديث في كل يوم جمعه بعد صلاة المغرب. 
وبعمله أستاذاً للحديث وعلومه كان له العديد من الأنشطة الدعوية والفكرية كما كانت له زيارات عدة لدول مختلفة منها: سنغافورا وماليزيا وباكستان والإمارات العربية المتحدة وغيرها.

## المؤتمرات
شارك في العديد من المؤتمرات العلمية على مستوى العالم، ومنها:
- مؤتمر "الهدي النبوي للدعوة والإرشاد" المنعقد في دولة الإمارات العربيه المتحدة في شهر رمضان عام 1425هـ (2004م).
- مؤتمر "توحيد الأمة وتصحيح المفاهيم الدينية" المنعقد في دولة ماليزيا في شهر شعبان سنة 1427هـ (2006).

كما أنه كانت له العديد من المقالات والبرامج واللقاءات التليفزيونية داخل وخارج جمهورية مصر العربية والتي تمحورت حول السنه والشبهات المثارة حولها .

## وفاته
كان إلى جانب محاضرته في الجامعة والمعاهد والمراكز الدينية إضافة إلى دروسه بالأزهر الشريف والمضايف حوله يفتح بيته كل جمعة لطلاب الحديث الشريف وكان يكثر أن يدعو الله أن يتم ختم صحيح البخارى الذي كان قد بدأه قبل مماته بثلاثة أعوام فاستجاب الله دعاءه فكان له ذلك
إذ قد وافته المنية بعد أن صلى فجر يوم الأحد 16محرم 1441هـ الموافق 15 سبتمبر 2019 ، وكان قد ختم صحيح البخاري مع طلابه ومريديه في منزله قبل وفاته بـ 6 أيام فقط، عن عمر يناهر 78 عامًا، قضي منها أكثر من 60 عامًا في خدمة الدعوة الإسلامية.